# Сан Лоренцо (Савона)
Сан Лоренцо је насеље у Италији у округу Савона, региону Лигурија.
Према процени из 2011. у насељу је живело 483 становника. Насеље се налази на надморској висини од 166 м.